# Storia del Kashmir
Il Kashmir è una regione della parte settentrionale del subcontinente indiano.

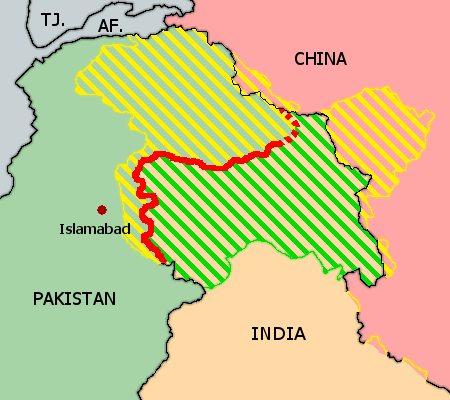
L'odierno Kashmir (a righe) diviso tra India, Pakistan e Cina

## Dalle origini al XIII secolo
Il territorio del Kashmir, abitato sin dalla preistoria, dal 1550 a.C. circa, fu colonizzato da popolazione ariane, cioè di stirpe indoeuropea.
Localizzato nella periferia dell'area civilizzata indiana, fu diviso da tribù locali fino alla nascita dei Grandi Stati verso il 600 a.C. Al loro crollo entrò nell'orbita del primo impero indiano unitario fondato da Chandragupta Maurya, ma alla morte di Asoka, l'ultimo sovrano della dinastia, la regione venne invasa da nomadi venuti dall'Asia centrale e dai satrapi greci della Battriana.
Sotto la guida di Kamshka, dal 78 al 102 d.C., i Kushani riuscirono ad annettere al proprio impero anche il Kashmir e l'Afghanistan. Durante la dominazione kushana le città kashmire godettero di un periodo prospero grazie allo sviluppo dei traffici eurasiatici dai porti mediterranei fino alle floride valli dell'Indo e del Gange, dovuto a  periodi di stabilità internazionale.
Nel 658 i Cinesi, giunti all'apice dell'espansione verso occidente, vi posero un effimero protettorato che fu però presto travolto dall'irresistibile avanzata degli eserciti arabi verso oriente, che diffusero la fede islamica fin oltre il Gange.
Alla diminuzione del potere dei califfi di Baghdad, si sostituì nel controllo delle regioni poste sulla riva orientale dell'Indo il primo impero indiano musulmano, fondato da Mu'izz al-Din Muhammad.

## Dal XIV al XVIII secolo
Nel 1339, Shah Mir divenne il primo sovrano musulmano del Kashmir, inaugurando la dinastia Shah Mir.  Per i successivi cinque secoli, i monarchi musulmani governarono il Kashmir, incluso l'Impero Mughal, che regnò dal 1586 al 1751, e l'Impero afgano Durrani, che regnò dal 1747 al 1819. Quell'anno, i Sikh, sotto Ranjit Singh, annetterono il Kashmir.

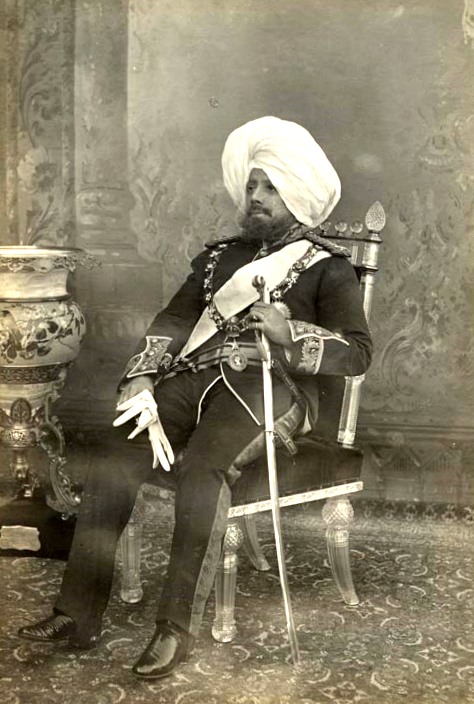
Pratap Singh, marajà di Jammu e Kashmir fino al 1925

## Lo Stato principesco
Il Kashmir e Jammu fu, dal 1846 al 1947, uno Stato principesco indiano nell'Impero anglo-indiano, governato da un Maharaja. Lo Stato venne creato nel 1846 quando, dopo la sua vittoria nella Prima guerra anglo-sikh, la Compagnia britannica delle Indie orientali annetté ai propri possedimenti la Valle del Kashmir e la vendette immediatamente al governante Dogra di Jammu sulla base del Trattato di Amritsar.

## La questione del Kashmir dal 1947
La questione nacque nel momento in cui i prìncipi delle regioni adiacenti ai confini nel 1947 scelsero di quale Stato far parte. Nel Kashmir il maharaja indù esitò e venne invaso immediatamente dalle tribù islamiche locali e da irregolari pakistani, optò allora per l'India a patto che la sua scelta fosse ratificata per plebiscito dalla popolazione ma il Pakistan diede il suo appoggio agli insorti e la situazione si stabilizzò solo nel 1949, quando intervennero le Nazioni Unite ponendo fine al primo conflitto indo-pakistano conclusosi con la spartizione del territorio: 2/3 all'India, 1/3 al Pakistan.

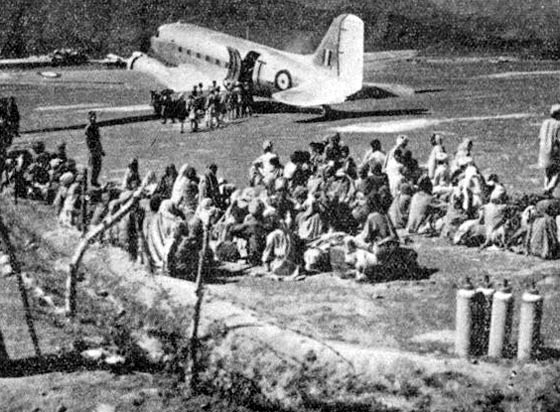
Rifugiati kashmiri in attesa di evacuazione aerea sulla pista di atterraggio di Poonch, nel dicembre 1947 durante il primo conflitto indo-pachistano

Le ragioni del conflitto erano state causate da motivazioni strategiche ma anche religiose ed etniche.
Il Kashmir infatti rappresenta per il Pakistan un elemento fondamentale per la sua identità nazionale, basata sull'unione di tutti i musulmani del sub-continente, e la sua perdita avrebbe potuto generare una grave situazione di instabilità interna. Per l'India, che al contrario è uno Stato federale nel quale è presente una forte multi-religiosità, composta dalla maggioranza indù e da consistenti minoranze islamiche, cristiane, sikh e buddiste, si verifica una situazione opposta, nella quale il governo centrale cerca di limitare le tendenze centrifughe annettendosi uno Stato a maggioranza musulmana e giustificando la forzata convivenza pacifica fra le varie etnie.
Durante l'occupazione americana dell'Afghanistan, si è ripresentata nella definizione dei rapporti bilaterali tra gli USA, l'India e il Pakistan la questione del Kashmir: essa si è rivelata un pericoloso problema ancora irrisolto.
Nell'estate del 2019, con decreto presidenziale immediatamente efficace, l'India ha modificato gli articoli della propria Costituzione che riconoscevano uno statuto speciale di autonomia ai territori del Jammu e Kashmir, regione a maggioranza islamica che beneficiava di un'ampia autonomia fin dal 1947.